# ArchiMate

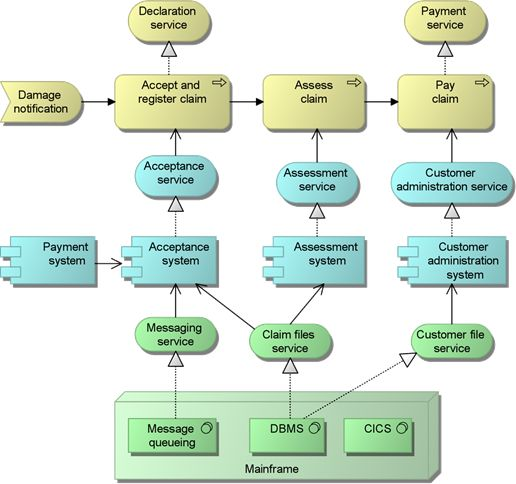
Exemple de modélisation ArchiMate d'un cas d'assurance.

ArchiMate (contraction de architecture-animate) est un langage de modélisation ouvert d'architecture d'entreprise qui permet la description, l'analyse et la visualisation.
ArchiMate est une norme technique de l'Open Group et repose sur les concepts de la norme IEEE 1471 (en).
ArchiMate se distingue des autres langages tels que le langage UML et la Business process model and notation (BPMN) ou encore la modélisation C4 par sa portée de modélisation d'entreprise.